# Arnett
Arnett és un poble dels Estats Units a l'estat d'Oklahoma. Segons el cens del 2000 tenia 520 habitants.

## Demografia
Segons el cens del 2000, Arnett tenia 520 habitants, 238 habitatges, i 140 famílies. La densitat de població era de 478 habitants per km².
Dels 238 habitatges en un 23,1% hi vivien nens de menys de 18 anys, en un 51,3% hi vivien parelles casades, en un 5,9% dones solteres, i en un 40,8% no eren unitats familiars. En el 39,1% dels habitatges hi vivien persones soles el 19,3% de les quals corresponia a persones de 65 anys o més que vivien soles. El nombre mitjà de persones vivint en cada habitatge era de 2,13 i el nombre mitjà de persones que vivien en cada família era de 2,81.
Per edats la població es repartia de la següent manera: un 21,3% tenia menys de 18 anys, un 6,3% entre 18 i 24, un 23,3% entre 25 i 44, un 25,8% de 45 a 60 i un 23,3% 65 anys o més.
L'edat mediana era de 44 anys. Per cada 100 dones de 18 o més anys hi havia 94,8 homes.
La renda mediana per habitatge era de 26.618 $ i la renda mediana per família de 29.861 $. Els homes tenien una renda mediana de 24.250 $ mentre que les dones 13.438 $. La renda per capita de la població era de 14.512 $. Entorn del 12,8% de les famílies i el 18,9% de la població estaven per davall del llindar de pobresa.

## Poblacions més properes
El següent diagrama mostra les poblacions més properes.